# Riyadh
Riyadh (/riːˈjɑːd/, tiếng Ả Rập: الرياض, đã Latinh hoá: 'ar-Riyāḍ, Dịch: 'Đồng cỏ' [ar.riˈjaːdˤ] Najdi phát âm: [er.rɪˈjɑːðˤ]), tiếng Việt: E-ri-át) là thủ đô và là thành phố lớn nhất của Ả Rập Xê Út. Thành phố cũng là thủ phủ của vùng Riyadh, và thuộc về vùng lịch sử Najd. Riyadh nằm tại trung tâm hoang mạc An Nafud của bán đảo Ả Rập, trên cao nguyên Najd ở độ cao 600 m so với mực nước biển và là nơi cư trú của 7,6 triệu người năm 2019; khiến nó trở thành thành phố đông dân nhất ở Ả Rập Xê Út, đông thứ hai ở thế giới Ả Rập sau Cairo và đông thứ 38 ở châu Á.
Thành phố lần đầu tiên được gọi với cái tên Riyadh là vào năm 1590, bởi một nhà biên niên sử Ả Rập thời kỳ đầu. Năm 1737, Deham Ibn Dawwas, người từ láng giềng Manfuha, đến định cư và nắm quyền kiểm soát thành phố. Deham đã xây một bức tường xung quanh thành phố, và nguồn gốc nổi tiếng nhất của cái tên Riyadh là từ thời kỳ này, được cho là ám chỉ các thị trấn ốc đảo trước đó có trước bức tường do Deham Ibn Dawwas xây dựng. Năm 1744, Muhammad ibn 'Abd al-Wahhab thành lập liên minh với Tiểu vương của Dir'iyah, Muhammad bin Saud, và vào năm 1774, họ chiếm Riyadh từ Deham. Tuy nhiên, nhà nước của họ, bây giờ được gọi là Nhà nước Ả Rập Xê Út thứ nhất, đã sụp đổ vào năm 1818. Turki ibn Abdullah thành lập Nhà nước Ả Rập Xê Út thứ hai vào đầu thế kỷ 19 và đặt Riyadh làm thủ đô của nó vào năm 1825. Tuy nhiên, triều đại của ông đối với thành phố đã bị gián đoạn bởi cuộc tấn công của liên minh Ottoman-Jabal Shammar. Cuối cùng, vào đầu thế kỷ 20, 'Abdulaziz ibn Saud, được biết đến ở phương Tây với cái tên đơn giản là Ibn Saud, đã lấy lại vương quốc Nejd của tổ tiên vào năm 1902 và củng cố quyền cai trị của mình vào năm 1926 với cuộc chinh phục vùng Hejaz. Sau đó, ông đặt tên cho vương quốc của mình là Ả Rập Xê Út vào tháng 9 năm 1932với thủ đô là Riyadh.
Riyadh là trung tâm chính trị và hành chính của Ả Rập Xê-út và trong khi việc xác định quyền lực phân lập ở nước này rất khó khăn, bốn cơ quan chính phục vụ các vai trò tương tự có thể được tìm thấy ở thành phố: Hội đồng tư vấn (còn được gọi là Shura hoặc hội đồng Shura), Hội đồng Bộ trưởng Ả Rập Xê-út, Quốc vương và Hội đồng Tư pháp tối cao Ả Rập Xê-út. Cùng với bốn cơ quan tạo thành cốt lõi của hệ thống luật pháp của Ả Rập Xê Út, trụ sở của các cơ quan chính phủ lớn và nhỏ khác cũng được đặt tại Riyadh. Thành phố có 112 đại sứ quán nước ngoài, hầu hết trong số đó nằm ở quận as-Safarat hoặc Khu phố ngoại giao (tiếng Ả Rập: حي السفارات, tiếng La tinh: Hayy as-Safarat, gọi tắt là 'Quận các đại sứ quán') ở phía tây thành phố.
Riyadh cũng có ý nghĩa kinh tế to lớn, vì nó là nơi đặt trụ sở chính của nhiều ngân hàng và công ty lớn, chẳng hạn như Ngân hàng Thương mại Quốc gia (NCB), Ngân hàng Alinma và Ngân hàng Ả Rập-Anh (SABB). Đường cao tốc số 65, được người dân địa phương gọi là Đường Quốc vương Fahd, chạy qua một số trung tâm thương mại quan trọng trong thành phố, bao gồm Khu tài chính King Abdullah, một trong những khu tài chính lớn nhất thế giới, Al Faisaliyah Center và Kingdom Centre. Riyadh là một trong những thành phố có dân số tăng nhanh nhất thế giới và là nơi sinh sống của nhiều người nước ngoài. Thành phố thu hút 16 triệu khách du lịch mỗi năm, trở thành nơi được tham quan nhiều thứ hai trong thế giới Ả Rập. Riyadh được xác định là một thành phố toàn cầu.
Thành phố được chia thành 15 quận, đứng đầu là thị trưởng và Ủy ban Hoàng gia Riyadh do Thống đốc tỉnh, Faisal bin Bandar Al Saud làm Chủ tịch. Kể từ tháng 7 năm 2020, Thị trưởng là Faisal bin Abdulaziz bin Mohammed bin Ayyaf Al-Muqrin. Phần lớn dân số của Tỉnh Riyadh tập trung xung quanh Riyadh, vì phần còn lại của tỉnh chủ yếu chỉ là sa mạc, với rất ít thành phố nhỏ được nối với nhau bằng các đường cao tốc nhỏ từ hai đến bốn làn xe, chẳng hạn như Wadi ad-Dawasir.

## Lịch sử

### Lịch sử sơ khởi
Trong giai đoạn tiền Hồi giáo, thành phố nằm tại địa điểm được gọi là Hajr (tiếng Ả Rập: حجر), và được cho là do bộ lạc Banu Hanifa lập nên. Hajr có vai trò là thủ phủ của tỉnh Al Yamamah, các thống đốc của tỉnh này chịu trách nhiệm đối với hầu hết miền trung và miền đông bán đảo Ả Rập dưới thời các đế quốc Umayyad và Abbas. Al-Yamamah tách khỏi Đế quốc Abbas vào năm 866 và khu vực nằm dưới quyền cai trị của Vương triều Ukhaydhir, vương triều này dời đô từ Hajr đến Al Kharj lân cận. Thành phố bước vào một giai đoạn suy thoái kéo dài. Đến thế kỷ XIV, lữ khách Bắc Phi Ibn Battuta viết về chuyến đi của ông đến Hajr, mô tả nơi này là "thành phố chính của Al-Yamamah, và có tên là Hajr". Ibn Battuta mô tả địa phương là một thành phố gồm các con kênh và cây cối, hầu hết cư dân thuộc bộ lạc Bani Hanifa, và tường thuật rằng ông tiếp tục cùng thủ lĩnh địa phương đến Mecca để thực hiện Hajj.
Sau đó, Hajr tan rã thành một số khu định cư và lãnh địa riêng biệt, đáng chú ý nhất trong số này là Migrin (hay Muqrin) và Mi'kal, song tên gọi Hajr tiếp tục xuất hiện trong thơ dân gian địa phương. Đề cập sớm nhất được biết đến về khu vực với tên Riyadh là trong tường thuật của một người chép sử thế kỷ XVII về một sự kiện từ năm 1590. Năm 1737, một người tị nạn từ Manfuha lân cận có tên là Deham ibn Dawwas đoạt quyền kiểm soát Riyadh. Ibn Dawwas cho xây một bức tường duy nhất bao quanh các khu khác nhau tại Riyadh, khiến chúng trở thành một thị trấn duy nhất trên thực tế.

### Nhà nước Saud

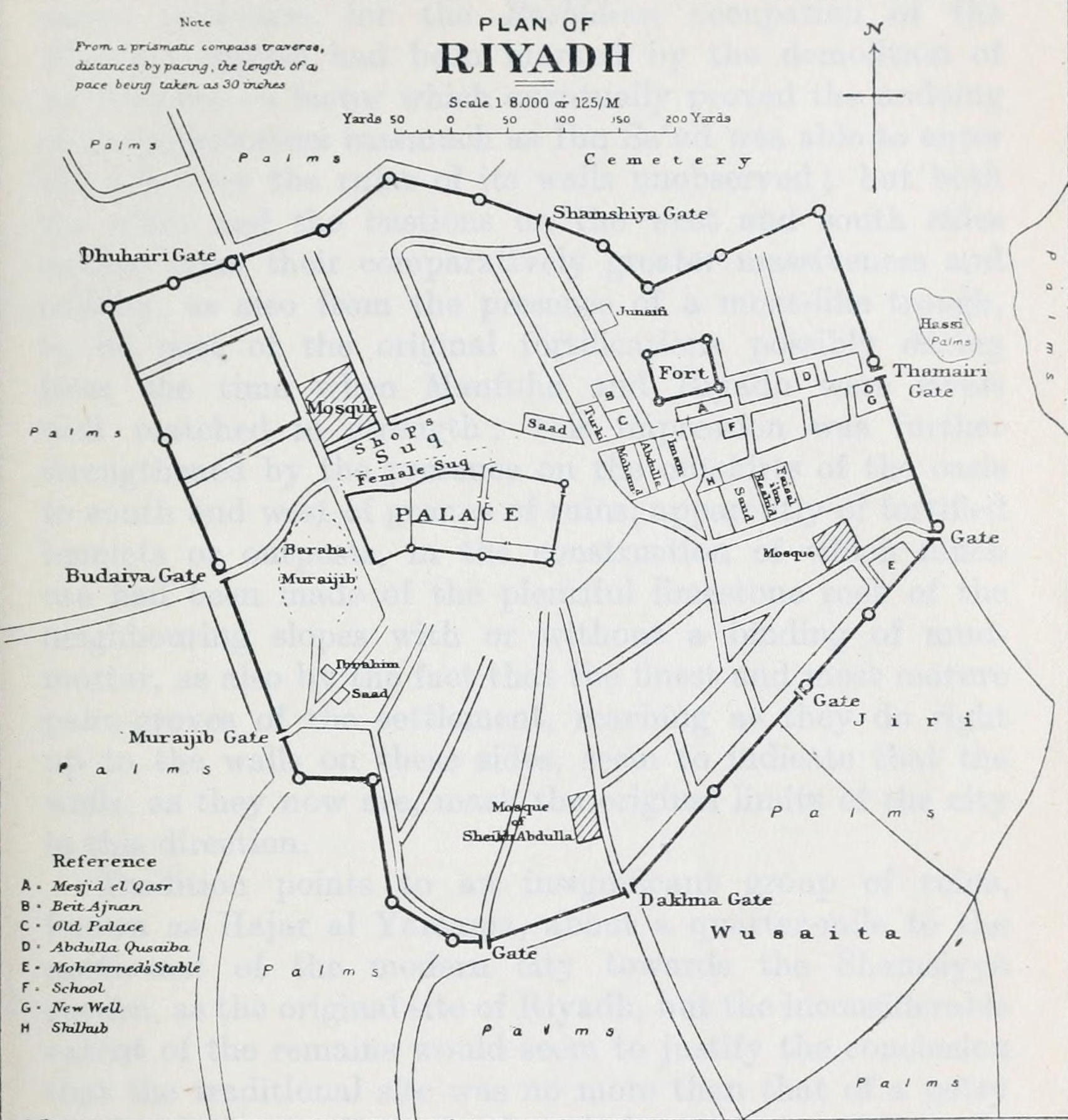
Bản đồ Riyadh năm 1922

Năm 1744, Muhammad ibn Abdel Wahhab lập một liên minh với Muhammad ibn Saud, là người cai trị thị trấn Diriyah lân cận. Muhammad ibn Saud sau đó tiến hành chinh phục khu vực xung quanh với mục tiêu đưa chúng nằm dưới quyền cai trị của một nhà nước Hồi giáo duy nhất. Ibn Dawwas của Riyadh lãnh đạo cuộc kháng cự kiên quyết nhất, ông liên minh với lực lượng từ Al Kharj, Al Ahsa và thị tộc Banu Yam của Najran. Tuy nhiên, đến năm 1774 thì Ibn Dawwas phải đào tị và Riyadh đầu hàng trước Nhà Saud, kết thúc nhiều năm chiến tranh, dẫn đến tuyên bố Nhà nước Saud thứ nhất có thủ đô tại Diriyah.
Quân đội của Muhammad Ali của Ai Cập, nhân danh Đế quốc Ottoman, tiến hành tiêu diệt Nhà nước Saud thứ nhất. Quân Ottoman san bằng thủ đô Diriyah của Nhà Saud vào năm 1818. Họ duy trì một doanh trại đồn trú tại Najd. Sự kiện này đánh dấu một giai đoạn suy thoái của Nhà Saud. Turki bin Abdullah bin Muhammad trở thành Amir của Nhà nước Saud thứ hai; một người trong họ là Saud bin Saud cai trị trong 19 năm cho đến năm 1834, ông lãnh đạo công cuộc củng cố khu vực song trên danh nghĩa họ vẫn nắm dưới quyền kiểm soát của Phó vương Ai Cập Muhammad Ali. Năm 1823, Turki ibn Abdallah lựa chọn Riyadh làm thủ đô mới. Sau khi Turki bị ám sát vào năm 1834, con cả của ông là Faisal đánh bại kẻ ám sát và đoạt quyền, sau đó từ chối nằm dưới quyền kiểm soát của Phó vương Ai Cập. Najd sau đó bị xâm chiếm, Faisal bị bắt làm tù nhân và bị giữ tại Cairo. Tuy nhiên, do Ai Cập trở nên độc lập với Ottoman, Faisal trốn thoát sau 5 năm bị giam hãm, trở về Najd và phục hồi quyền cai trị. Faisal cai trị cho đến năm 1865, củng cố quyền lực của Nhà Saud.
Sau khi Faisal mất, xảy ra kình địch giữa các con trai của ông, Muhammad bin Rashid lợi dụng tình thế này để đoạt quyền kiểm soát hầu hết Najd, ký một hiệp định với Ottoman và cũng chiếm được Hasa vào năm 1871. Đến năm 1889, con trai thứ ba của Faisal là Abdul Rahman bin Faisal giành lại quyền kiểm soát đối với Najd và cai trị đến năm 1891, sau đó quyền kiểm soát khu vực lại thuộc về Muhammad bin Rashid.
Đấu tranh tương tàn giữa các cháu nội của Turki khiến Nhà nước Saud thứ nhì sụp đổ vào năm 1891 dưới tay thị tộc Al Rashid cai trị từ thành phố Ha'il ở miền bắc. Thành al-Masmak có niên đại từ giai đoạn này.
Abdul Rahman bin Faisal al-Saud tìm cách tị nạn trong một cộng đồng bộ lạc tại các vùng ngoại vi của Najd và sau đó đến Kuwait cùng gia tộc để sống lưu vong. Tuy nhiên, con trai ông là Abdul Aziz (Ibn Saud) khôi phục vương quốc của tổ tiên tại Najd vào năm 1902 và củng cố quyền cai trị của mình cho đến năm 1926, và bành trướng vương quốc đến quy mô "hầu hết bán đảo Ả Rập." Abdul Aziz đặt tên cho vương quốc mới là Ả Rập Xê Út vào tháng 9 năm 1932 với thủ đô là Riyadh. Quốc vương Abdul Aziz mất vào năm 1953 và con trai ông là Saud lên nắm quyền theo quy tắc thừa kế trực hệ được định ra từ khi Muhammad bin Saud lập vương triều Saud vào năm 1744. Tuy nhiên, quy tắc kế vị này bị phá vỡ khi người kế vị Quốc vương Saud là em trai ông, Quốc vương Faisal vào năm 1964. Đến năm 1975, người kế vị Faisal cũng là em trai, Quốc vương Khalid. Năm 1982, Quốc vương Fahd kế vị anh trai của ông. Quy tắc kế vị mới là trong số các con trai của Quốc vương Abdul Aziz; gia tộc lớn của Ibn Saud nắm giữ toàn bộ các chức vụ trọng yếu trong vương quốc.

### Lịch sử hiện đại
Kể từ thập niên 1940, Riyadh nhanh chóng phát triển từ một thị trấn tương đối hẹp, cô lập về không gian thành một đại đô thị rộng lớn. Khi Quốc vương Saud lên nắm quyền, ông đặt mục tiêu hiện đại hoá Riyadh, và bắt đầu phát triển khu dinh thự hoàng gia Annasriyyah vào năm 1950. Theo mô hình của các thành phố tại Hoa Kỳ, các khu dân cư mới và toàn bộ các khu phố được lập ra theo mô hình gần giống ô bàn cờ và được liên kết qua các đường chính có hiệu suất cao đến những khu vực nội đô. Mô hình ô bàn cờ trong thành phố được áp dụng vào năm 1953. Tăng trưởng dân số trong đô thị vào giai đoạn 1974-1992 đạt trung bình 8,2 phần trăm mỗi năm.
Kể từ thập niên 1990, thành phố từng xảy ra nhiều vụ tấn công khủng bố vào cư dân địa phương và người ngoại quốc, và các cuộc kháng nghị chống lại hoàng tộc. Ngày 13 tháng 11 năm 1995, một quả bom xe phát nổ bên ngoài một toà nhà của Vệ binh Quốc gia khiến sáu người thiệt mạng và trên 60 người bị thương. Ngày 12 tháng 5 năm 2003, 34 người thiệt mạng trong một vụ tấn công tự sát nhằm vào các thường dân Hoa Kỳ. Ngày 8 tháng 11 năm 2003, một vụ tấn công bom xe tại khu nhà ở Muhiya khiến 18 người thiệt mạng và 122 người bị thương. Al-Qaeda tuyên bố nhận trách nhiệm cho các vụ tấn công. Ngày 23 tháng 6 năm 2006, lực lượng an ninh Ả Rập Xê Út xông vào một nơi ẩn náu của al-Qaeda tại khu phố al-Nakhil; kết quả là sáu phần tử cực đoan và một cảnh sát thiệt mạng. Thị trưởng của Riyadh từ năm 2015 là Ibrahim Mohammed Al Sultan, ông là một quan chức giao thông nhiều kinh nghiệm.
Kể từ năm 2017, Riyadh đã là mục tiêu của tên lửa từ Yemen. In March 2018, one person died as a result of a missile attack. Vào tháng 3 năm 2018, một người đã chết do một vụ tấn công bằng tên lửa. Số lượng tên lửa nhắm vào Riyadh là một phần nhỏ trong số hàng chục tên lửa được bắn từ Yemen vào Ả Rập Xê-út do sự can thiệp của Ả Rập Xê-út vào Yemen. Vào tháng 4 năm 2018, tiếng súng lớn đã được nghe thấy ở Khozama; điều này dẫn đến tin đồn về một âm mưu đảo chính.
Thị trưởng là Hoàng tử Faisal bin Abdulaziz. Bin Abdulaziz được bổ nhiệm vào năm 2019 theo sắc lệnh hoàng gia và kế vị Tariq bin Abdul Aziz Al-Faris.
Theo Chỉ số Trung tâm Tài chính Toàn cầu, Riyadh xếp hạng 77 trong hai năm 2016–2017. Mặc dù thứ hạng đã tăng lên 69 vào năm 2018, nhưng chính quyền cần phải đa dạng hóa nền kinh tế cho thủ đô để tránh điều mà Ngân hàng Thế giới gọi là "cuộc khủng hoảng nghèo đói đang rình rập" do giá dầu thấp kéo dài và các khoản trợ cấp ngày càng cao của nhà nước.
Riyadh có trường đại học dành riêng cho nữ sinh lớn nhất thế giới, đó là Đại học Công chúa Nora bint Abdul Rahman.
Riyadh hiện nay là trung tâm hành chính và là một trung tâm thương nghiệp lớn tại Ả Rập Xê Út. Theo Cơ quan đồng hành bất động sản Ả Rập Xê Út, hầu hết các công ty lớn trong nước lập trụ sở duy nhất hoặc một văn phòng lớn trong thành phố. Do đó, thành phố có mức tăng trưởng đáng kể về phát triển nhà cao tầng tại khắp các khu vực. Đáng chú ý nhất trong số đó là Quận Tài chính Quốc vương Abdulla, nó nhanh chóng trở thành trung tâm kinh doanh trọng yếu trong thành phố.
| Quang cảnh ban đêm của Riyadh |

## Địa lý

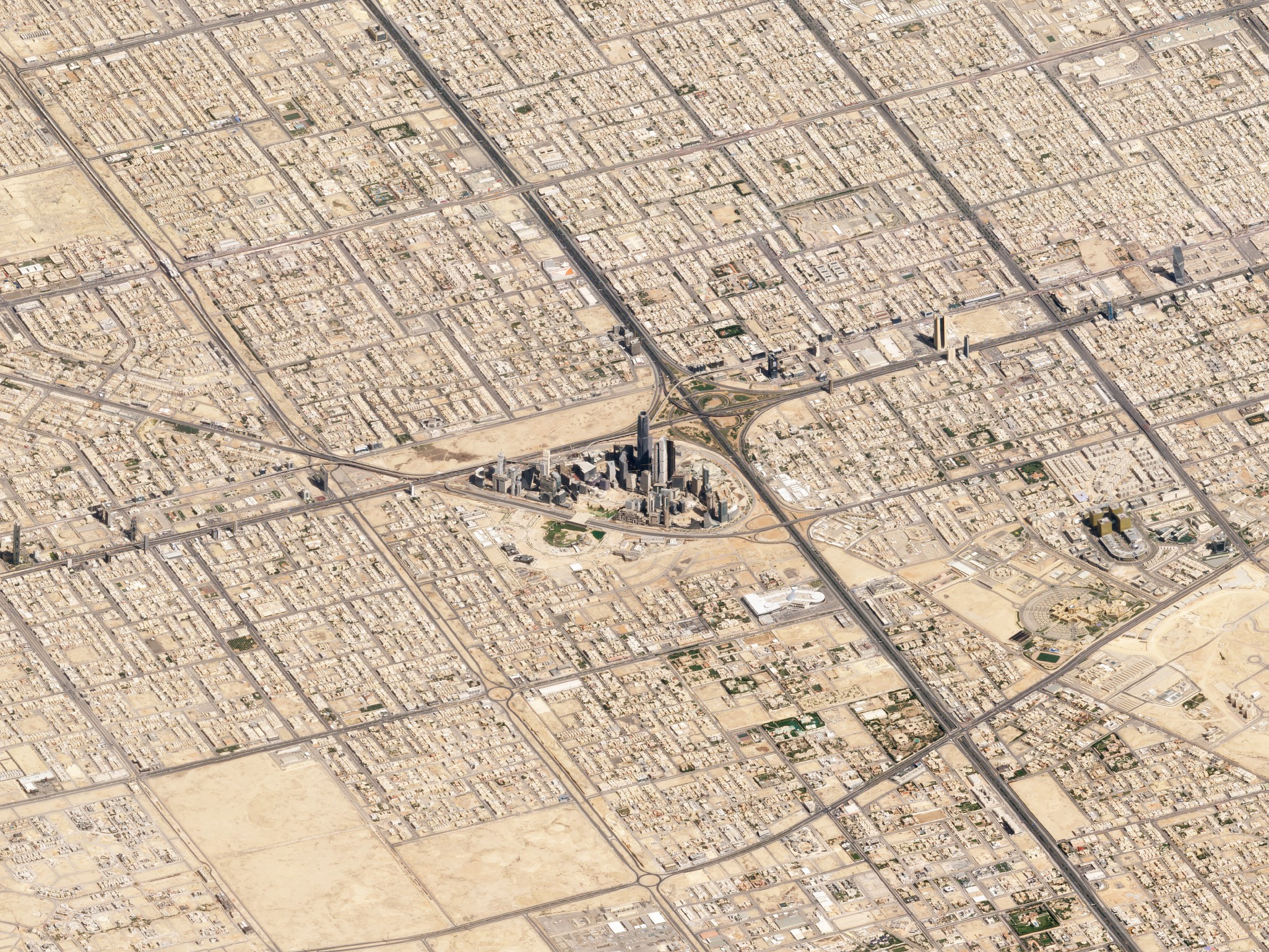
Riyadh nhìn từ vệ tinh

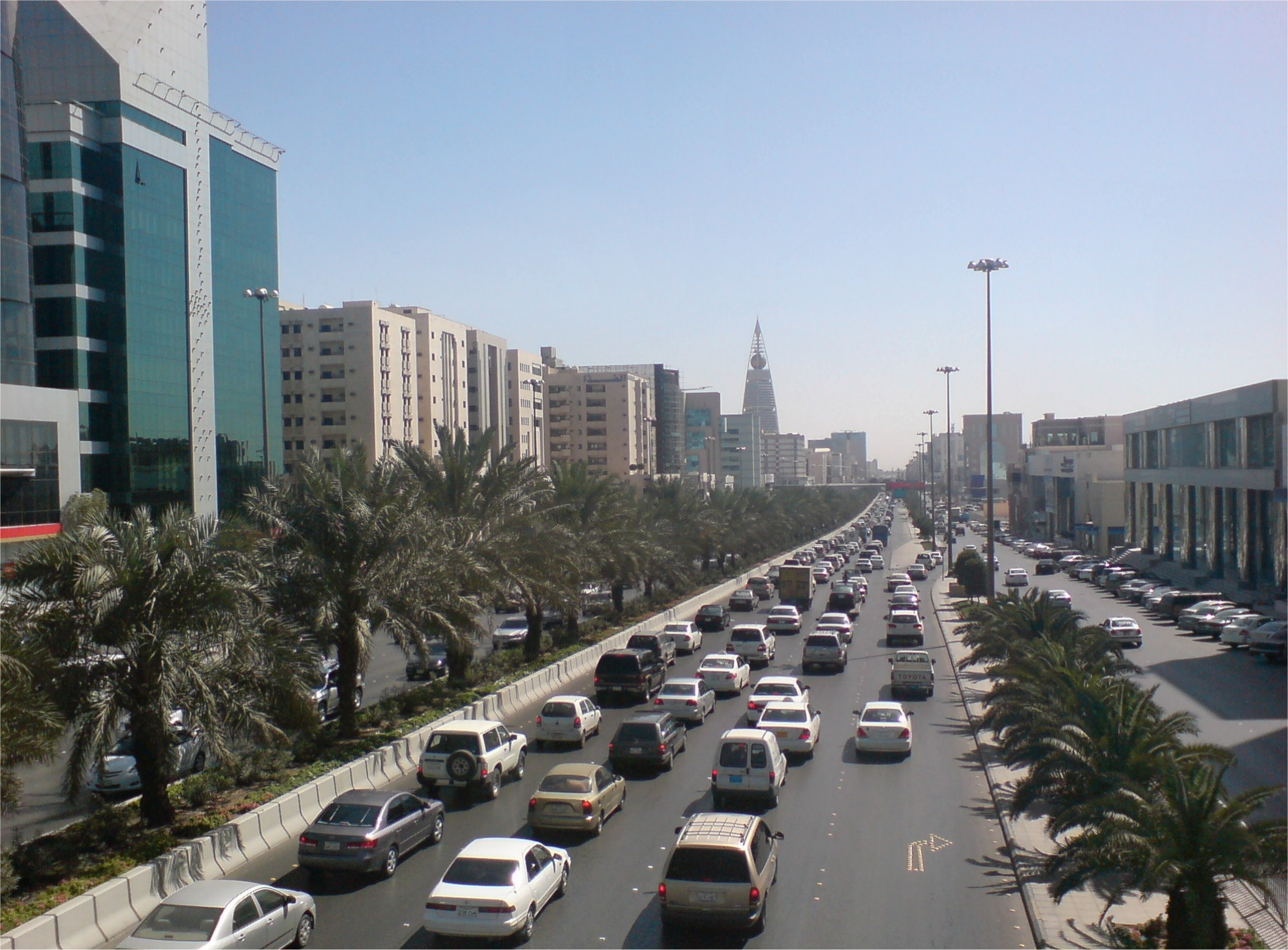
Đường Quốc vương Fahd

Riyadh được chia thành 14 đô thị nhánh, cộng với khu Ngoại giao. Mỗi đô thị nhánh gồm một số khu, tổng cộng có trên 130 khu, một số khu bị phân giữa giữa nhiều đô thị nhánh. Các đô thị nhánh là Al-Shemaysi, Irqah, Al-Ma'athar, Al-Olayya, Al-Aziziyya, Al-Malaz, Al-Selayy, Nemar, Al-Neseem, Al-Shifa, Al-'Urayja, Al-Bat'ha, Al-Ha'ir, Al-Rawdha, và Al-Shimal ("Bắc"). Khu Olaya là trung tâm thương nghiệp của thành phố, với nơi ở, giải trí, ăn uống và mua sắm. Kingdom Centre, Al Faisalyah và phố Al-Tahlya là các dấu mốc đáng chú ý nhất trong khu vực. Trung tâm thành phố gồm Al-Bathaa và Al-Deerah, đây cũng là phần cổ nhất tại thành phố.
Một số khu chính tại Riyadh là:
- Al-Bat'ha[34]
  - Al-Deerah (old Riyadh)
  - Mi'kal
  - Manfuha
  - Manfuha Al-Jadidah (منفوحة الجديدة – "Manfuha mới")
  - Al-'Oud
  - Al-Mansorah
  - Al-Margab
  - Salam
  - Jabrah
  - Al-Yamamah
  - 'Otayyigah
- Al-'Olayya & Sulaymaniyyah[35]
  - Al-'Olayya
  - Al-Sulaymaniyyah
  - Al Izdihar
  - Khu Quốc vương Fahd
  - Al-Masif
  - Al-Murooj
  - Al-Mugharrazat
  - Al-Wurood
- Nemar[34]
  - Nemar
  - Dharat Nemar
  - Tuwaiq
  - Hazm
  - Deerab
- Irqah[32]
  - Irqah
  - Al-Khozama
- Khu Ngoại giao
- Al-Shemaysi[36]
  - Al-Shemaysi
  - Eleyshah
  - Al-Badi'ah
  - Syah
  - Al-Nasriyyah
  - Umm Sleym
  - Al-Ma'athar
  - Umm Al-Hamam (Đông)
- Al-Ma'athar[37]
  - Al-Olayya
  - Al-Nakheel
  - Khuôn viên chính Đại học Quốc vương Saud
  - Umm Al-Hamam (Đông)
  - Umm Al-Hamam (Tây)
  - Al-Ma'athar Al-Shimali ("Bắc Ma'athar")
  - Al-Rahmaniyya
  - Al-Muhammadiyya
  - Al-Ra'id
- Al-Ha'ir[32]
  - Al-Ha'ir
  - Al-Ghannamiyyah
  - Uraydh
- Al-'Aziziyyah[38]
  - Ad Dar Al Baida
  - Taybah
  - Al Mansouriyah
- Al-Malaz[39]
  - Al-Malaz
  - Al-Rabwah
  - Al-Rayyan
  - Jarir
  - Al-Murabba'
- Al-Shifa[40]
  - Al-Masani'
  - Al-Shifa
  - Al-Mansuriyya
  - Al-Marwah
- Al-Urayja[41]
  - Al-Urayja
  - Al-Urayja Al-Wusta ("Trung Urayja")
  - Al-Urayja (Tây)
  - Shubra
  - Dharat Laban
  - Hijrat Laban
  - As-Suwaidi
  - As-Suwaidi (Tây)
  - Sultanah
- Al-Shemal[42]
  - Al-Malga
  - Al-Sahafa
  - Hittin
  - Al-Wadi
  - Al-Ghadir
  - Al-Nafil
  - Khuôn viên chính Đại học Imam Muhammad ibn Saud
  - Al-Qayrawan
  - Al-Aqiq
- Al-Naseem[43]
  - Al-Naseem (Đông)
  - Al-Naseem (Tây)
  - As-Salam
  - Al-Manar
  - Al-Rimayah
  - Al-Nadheem
- Al-Rawdhah[32]
  - Al-Rawdhah
  - Al-Qadisiyah
  - Al-M'aizliyyah
  - Al-Nahdhah
  - Gharnatah (Granada)
  - Qortubah (Cordoba)
  - Al-Hamra
  - Al-Qouds
- Al-Selayy[44]
  - Al-Selayy
  - Ad Difa'
  - Al Iskan
  - Khashm Al-'Aan
  - Al-Sa'adah
  - Al-Fayha
  - Al-Manakh
- Khu Tài chính Quốc vương Abdullah

## Khí hậu
Nằm trong vùng hoang mạc Ả Rập nên Riyadh có khí hậu hoang mạc nóng (Köppen: BWh). Thời tiết trong các tháng mùa hè cực kỳ nóng với nhiệt độ cao trung bình vào tháng 8 là 43.6 °C và đã từng đạt kỷ lục 51 °C vào tháng 7. Mùa đông khá ôn hòa cùng với ban đêm mát mẻ và nhiều gió. Khí hậu tổng thể của thành phố là khô hạn, và rất ít mưa, đặc biệt là vào mùa hè, song nhận được một lượng mưa khá nhiều vào tháng 3-4. Thành phố cũng có những cơn bão cát, khi đó bụi có thể dày đến 10 m. Vào ngày 1 và ngày 2 tháng 4 năm 2015, một cơn bão bụi lớn đã đổ bộ vào Riyadh, khiến nhiều trường học trong khu vực phải tạm dừng các lớp học và hàng trăm chuyến bay bị hủy, cả trong nước và quốc tế.
| Dữ liệu khí hậu của Riyadh (1985-2010) | Dữ liệu khí hậu của Riyadh (1985-2010) | Dữ liệu khí hậu của Riyadh (1985-2010) | Dữ liệu khí hậu của Riyadh (1985-2010) | Dữ liệu khí hậu của Riyadh (1985-2010) | Dữ liệu khí hậu của Riyadh (1985-2010) | Dữ liệu khí hậu của Riyadh (1985-2010) | Dữ liệu khí hậu của Riyadh (1985-2010) | Dữ liệu khí hậu của Riyadh (1985-2010) | Dữ liệu khí hậu của Riyadh (1985-2010) | Dữ liệu khí hậu của Riyadh (1985-2010) | Dữ liệu khí hậu của Riyadh (1985-2010) | Dữ liệu khí hậu của Riyadh (1985-2010) | Dữ liệu khí hậu của Riyadh (1985-2010) |
| Tháng | 1                                      | 2                                      | 3                                      | 4                                      | 5                                      | 6                                      | 7                                      | 8                                      | 9                                      | 10                                     | 11                                     | 12                                     | Năm                                    |
| --- | -------------------------------------- | -------------------------------------- | -------------------------------------- | -------------------------------------- | -------------------------------------- | -------------------------------------- | -------------------------------------- | -------------------------------------- | -------------------------------------- | -------------------------------------- | -------------------------------------- | -------------------------------------- | -------------------------------------- |
| Cao kỉ lục °C (°F) | 31.5 (88.7)                            | 34.8 (94.6)                            | 38.0 (100.4)                           | 42.0 (107.6)                           | 45.1 (113.2)                           | 47.2 (117.0)                           | 51.0 (123.8)                           | 47.8 (118.0)                           | 45.0 (113.0)                           | 41.0 (105.8)                           | 38.0 (100.4)                           | 31.0 (87.8)                            | 51.0 (123.8)                           |
| Trung bình ngày tối đa °C (°F) | 20.2 (68.4)                            | 23.4 (74.1)                            | 27.7 (81.9)                            | 33.4 (92.1)                            | 39.4 (102.9)                           | 42.5 (108.5)                           | 43.5 (110.3)                           | 43.6 (110.5)                           | 40.4 (104.7)                           | 35.3 (95.5)                            | 27.8 (82.0)                            | 22.2 (72.0)                            | 33.3 (91.9)                            |
| Trung bình ngày °C (°F) | 14.4 (57.9)                            | 17.3 (63.1)                            | 21.4 (70.5)                            | 26.9 (80.4)                            | 32.9 (91.2)                            | 35.7 (96.3)                            | 36.8 (98.2)                            | 36.7 (98.1)                            | 33.5 (92.3)                            | 28.4 (83.1)                            | 21.5 (70.7)                            | 16.3 (61.3)                            | 26.8 (80.3)                            |
| Tối thiểu trung bình ngày °C (°F) | 9.0 (48.2)                             | 11.2 (52.2)                            | 15.2 (59.4)                            | 20.4 (68.7)                            | 25.9 (78.6)                            | 28.0 (82.4)                            | 29.3 (84.7)                            | 29.2 (84.6)                            | 25.9 (78.6)                            | 21.2 (70.2)                            | 15.5 (59.9)                            | 10.6 (51.1)                            | 20.1 (68.2)                            |
| Thấp kỉ lục °C (°F) | −2.2 (28.0)                            | 0.5 (32.9)                             | 4.5 (40.1)                             | 11.0 (51.8)                            | 18.0 (64.4)                            | 16.0 (60.8)                            | 23.6 (74.5)                            | 22.7 (72.9)                            | 16.1 (61.0)                            | 14.0 (57.2)                            | 7.0 (44.6)                             | 1.4 (34.5)                             | −2.2 (28.0)                            |
| Lượng mưa trung bình mm (inches) | 12.5 (0.49)                            | 8.0 (0.31)                             | 24.0 (0.94)                            | 28.0 (1.10)                            | 4.9 (0.19)                             | 3.0 (0.12)                             | 3.7 (0.15)                             | 4.0 (0.16)                             | 0.1 (0.00)                             | 0.2 (0.01)                             | 0.9 (0.04)                             | 14.6 (0.57)                            | 103.9 (4.08)                           |
| Số ngày mưa trung bình | 6.1                                    | 4.3                                    | 9.4                                    | 11.3                                   | 3.3                                    | 0.0                                    | 0.1                                    | 0.2                                    | 0.0                                    | 0.5                                    | 3.3                                    | 6.3                                    | 44.8                                   |
| Độ ẩm tương đối trung bình (%) | 47                                     | 36                                     | 32                                     | 28                                     | 17                                     | 11                                     | 10                                     | 12                                     | 14                                     | 20                                     | 36                                     | 47                                     | 26                                     |
| Số giờ nắng trung bình tháng | 212.4                                  | 226.6                                  | 219.8                                  | 242.3                                  | 287.7                                  | 328.2                                  | 332.1                                  | 309.2                                  | 271.6                                  | 311.4                                  | 269.2                                  | 214.3                                  | 3.224,8                                |
| Phần trăm nắng có thể | —                                      | —                                      | —                                      | —                                      | —                                      | —                                      | —                                      | —                                      | —                                      | —                                      | —                                      | —                                      | 72                                     |
| Nguồn: "Jeddah Regional Climate Center South West Asia". Bản gốc lưu trữ ngày 11 tháng 12 năm 2016. Truy cập ngày 4 tháng 12 năm 2017. {{Chú thích web}}: Đã bỏ qua tham số không rõ \|= (trợ giúp) |                                        |                                        |                                        |                                        |                                        |                                        |                                        |                                        |                                        |                                        |                                        |                                        |                                        |

## Nhân khẩu
Thành phố có 40.000 cư dân vào năm 1935 và 83.000 cư dân vào năm 1949. Thành phố có mức tăng trưởng dân số rất cao, từ 150.000 cư dân trong thập niên 1960 lên đến hơn 7 triệu theo số liệu gần đây. Theo điều tra nhân khẩu vào năm 2010, 65% dân số thuộc các gia đình gốc Ả Rập Xê Út còn 35% dân số thuộc các gia đình ngoại quốc. Hầu hết dân số ở đây là những người theo Hồi giáo Sunni.

## Cảnh quan

### Kiến trúc địa phương của Riyadh cổ

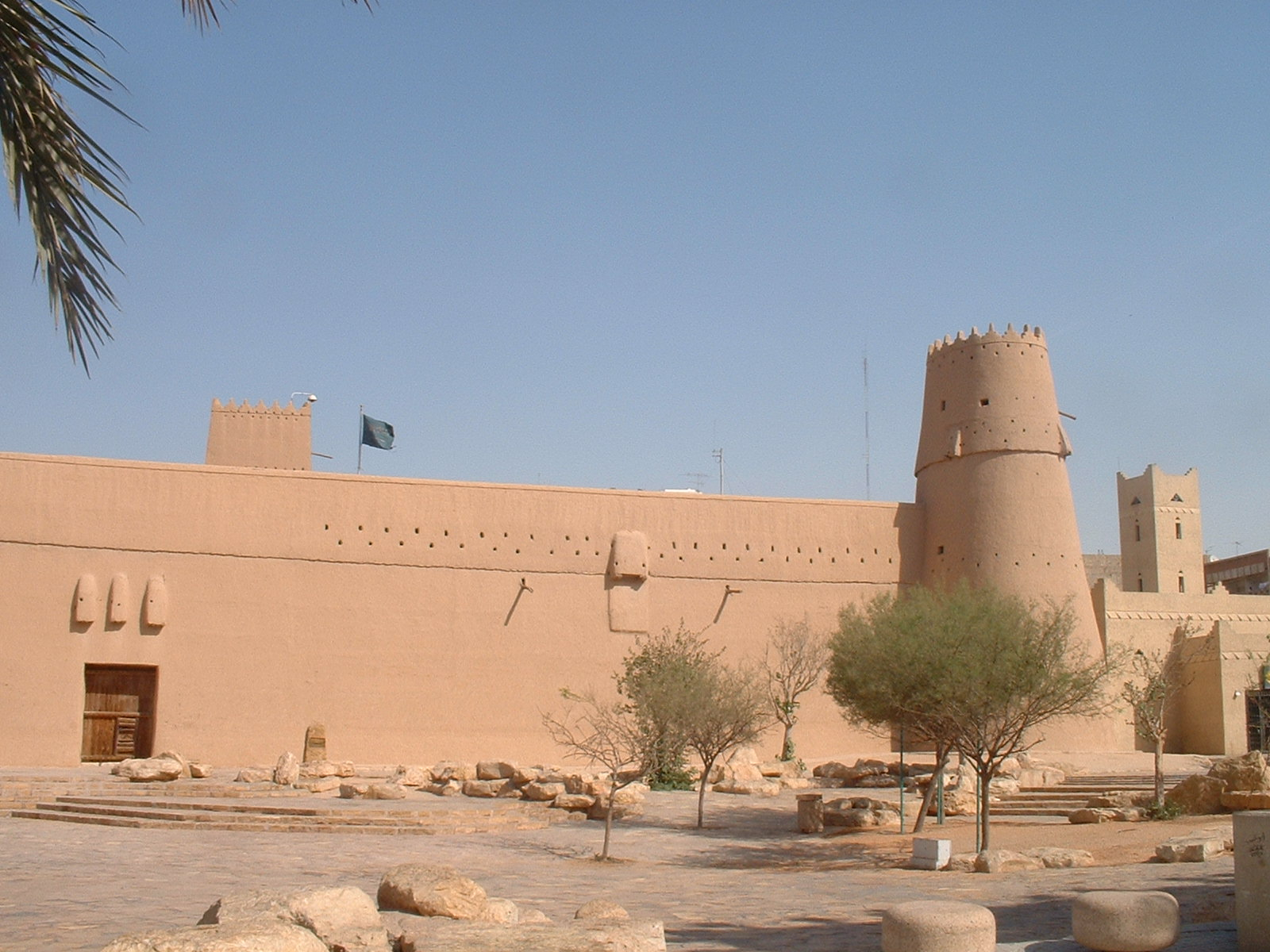
Pháo đài Masmak

Đô thị cổ Riyadh nằm trong các tường thành, không vượt quá diện tích 1 km², và do đó còn lại rất ít tàn tích kiến trúc quan trọng của thị trấn ốc đảo có tường thành xưa kia. Nổi bật nhất là thành Masmak và một số phần của cấu trúc tường gốc với các cổng được khôi phục và dựng lại. Ngoài ra, còn có một số nhà gạch bùn truyền thống trong giới hạn cổ này, song phần lớn đã đổ nát.
Việc mở rộng ra ngoài các tường thành bắt đầu một cách chậm chạp, do có một số ốc đảo và khu định cư nhỏ nằm quanh Riyadh. Công trình xây dựng lớn đầu tiên nằm ngoài tường thành là Cung điện Murabba của Quốc vương Abdulaziz, công trình được xây dựng vào năm 1936, được hoàn thành vào năm 1938, và là nơi ở của 800 người chuyển vào đó năm 1938. Cung điện nay là bộ phận của một tổ hợp lớn hơn mang tên "Trung tâm Lịch sử Quốc vương Abdulaziz".
Ngoài ra, còn có các làng và thị trấn truyền thống khác trong khu vực quanh Riyadh cổ, song vì đô thị hoá nên hiện thuộc về thành phố. Chúng gồm có Diriyah, Manfuha và Wadi Laban. Không giống như thời gian mới phát triển tại Riyadh khi các cấu trúc địa phương bị san bằng mà không cần cân nhắc, hiện có đánh giá mới về kiến trúc truyền thống. Ủy ban Du lịch và Cổ vật Ả Rập Xe Út có các nỗ lực nhằm khôi phục kiến trúc lịch sử tại Riyadh và các nơi khác trong nước.

### Di tích khảo cổ
Các di tích khảo cổ tại Riyadh có tầm quan trọng lịch sử là năm cổng thành cổ của Riyadh. Chúng gồm cổng đông mang tên Thumaira, cổng bắc mang tên Al-Suwailen, cổng nam mang tên Dukhna, cổng tây mang tên Al-Madhbah và cổng tây nam mang tên Shumaisi. Ngoài ra còn có bốn cung điện có tính lịch sử là Cung điện Musmak, Cung điện Al-Murabba (cung điện của Quốc vương Abdul Aziz), Cung điện Hoàng tử Muhammad bin Abdul-Rahman và Cung điện Shamsiya.
Pháo đài Masmak được xây dựng vào khoảng năm 1865 dưới thời Vương triều Rashid. Đến tháng 1 năm 1902, Ibn Saud từ Kuwait trở về tái chiếm pháo đài Masmak từ quân đồn trú của Rashid. Sự kiện này khôi phục quyền kiểm soát của Nhà Saud đối với Riyadh, có được vị thế gần như là thần thoại trong lịch sử quốc gia. Câu chuyện về sự kiện thường được kể lại, và chủ đề trung tâm của nó là tính anh dũng của Quốc vương Abd Abdulaziz Ibn Saud. Pháo đài Masmak hiện là một bảo tàng và nằm sát Quảng trường Deera, một nơi để hành quyết các tử tù.

### Kiến trúc đương đại

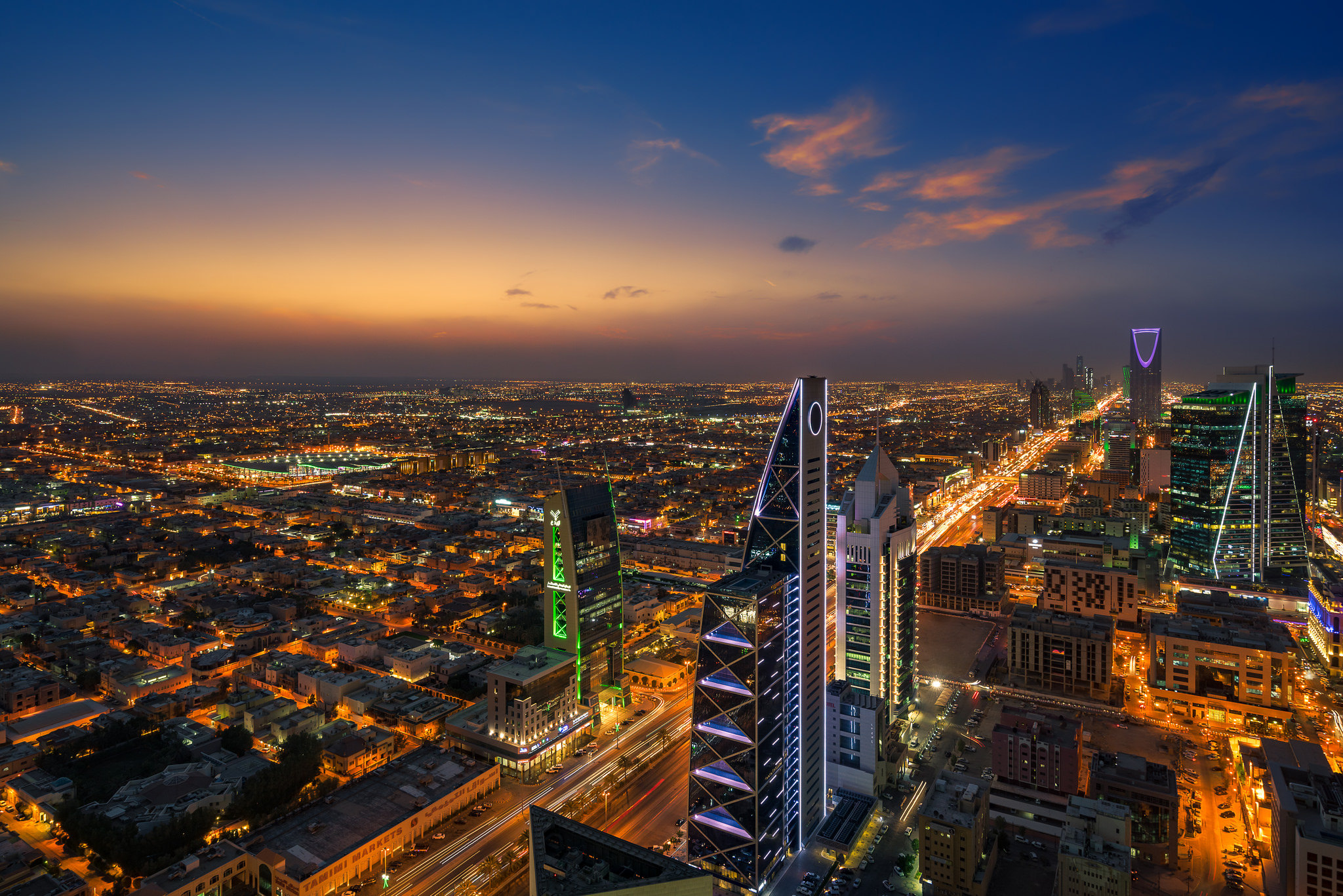
Một góc Riyadh về đêm

Trung tâm thương mại Kingdom Centre được xây dựng trên diện tích 94.230 m², là trụ sở của công ty cổ phần Kingdom, đứng đầu là hoàng tử-tỷ phú Al-Waleed bin Talal. Dự án có chi phí 2 tỉ riyal Ả Rập Xê Út, hợp đồng do El-Seif thực hiện. Kingdom Centre thắng giải tòa nhà chọc trời Emporis 2002, được chọn do là "toà nhà chọc trời mới tốt nhất trong năm về thiết kế và chức năng". Một trung tâm mua sắm ba tầng trong toà nhà cũng thắng một giải thiết kế lớn, có một tầng riêng chỉ dành cho nữ giới. Kingdom Centre có 99 tầng và là toà nhà cao nhất toàn quốc trong giai đoạn 2002-2010 với chiều cao 300 m. Một khía cạnh đặc biệt của toà nhà là được chia thành hai phần tại một phần ba cao nhất và chúng được liên kết bằng bột cầu đi bộ trên không, tạo điểm quan sát lý tưởng cho Riyadh.
Burj Rafal là toà nhà cao nhất Riyadh với chiều cao 308 m, việc xây dựng toà nhà hoàn thành vào năm 2013 sau khoảng hai năm. Toà nhà có khoảng 350 phòng và cũng là một trong những khách sạn cao nhất thế giới. Chi phí xây dựng toà nhà là khoảng 320 triệu USD.
Al Faisaliyah Center là toà nhà cao thứ ba tại Riyadh. Quả bóng vàng nằm trên đỉnh tháp được cho là lấy cảm hứng từ bút bi, và có một nhà hàng; ngày bên dưới đó là một tầng quan sát ngoại cảnh. Tầng hầm của toà nhà có một trung tâm mua sắm với các nhãn hiệu lớn trên thế giới. Al Faisaliyah Centre còn có một khách sạn tại hai mặt của tháp, còn toà nhà chính là các văn phòng công ty. Al Faisaliyah Tower có 44 tầng.
Tháp Riyadh TV là tháp truyền hình cao 170 m nằm trong khuôn viên của Bộ Thông tin Ả Rập Xê Út. Công trình được xây dựng trong giai đoạn 1978-81.

## Dự án phát triển
Năm 2019, Quốc vương Salman đưa ra kế hoạch thực hiện 1281 dự án phát triển ở Riyadh. Dự án được lên kế hoạch tiêu tốn khoảng 22 tỷ đô la Mỹ. Mục tiêu chính của kế hoạch là cải thiện cơ sở hạ tầng, giao thông, môi trường và các tiện ích khác ở Riyadh và khu vực lân cận. Trong khuôn khổ của Tầm nhìn Ả Rập Xê Út 2030, kế hoạch sẽ đảm nhận việc xây dựng 15 đơn vị nhà ở, xây dựng một bảo tàng khổng lồ, thiết lập một dự án môi trường, khu thể thao, thành phố y tế, cơ sở giáo dục và những nơi khác. Điều này bao gồm việc thành lập 14 dự án điện, 20 dự án thoát nước, 10 khu nhà ở, 66 khu thương mại và công nghiệp, một số hồ có diện tích 315.000 mét vuông và các thành phố thể thao tiên tiến. Cùng với dự án phát triển và với mục đích nâng cao phong trào nghệ thuật của thành phố, 1000 tác phẩm nghệ thuật được lên kế hoạch trưng bày công khai trong thành phố vào cuối năm 2030. Trong khuôn khổ các dự án phát triển của Riyadh, một số tiền trị giá 604 triệu SR đã được trao để phát triển và xây dựng các tuyến đường của Riyadh. Vào ngày 3 tháng 7 năm 2020, Bloomberg báo cáo rằng Ả Rập Xê Út đã phân bổ 20 tỷ đô la cho dự án lớn về du lịch và văn hóa ở Riyadh, có tên là "Cổng Diriyah", trong khi đối mặt với cuộc khủng hoảng kinh tế kép sau khi gia tăng các ca nhiễm COVID-19.

## Văn hóa

### Bảo tàng
Năm 1999, một bảo tàng trung ương mới được xây dựng tại Riyadh, tại phía đông của Trung tâm Lịch sử Quốc vương Abdul Aziz. Bảo tàng Quốc gia Ả Rập Xê Út gồm một số bộ sưu tập và tác phẩm từng rải rác nhiều nơi tại Riyadh và trong vương quốc. Ví dụ, mảnh thiên thạch được gọi là "Gù lạc đà", được tìm thấy vào năm 1966 từ địa điểm Wabar, được trưng bày tại Đại học King Saud ở Riyadh đã trở thành vật phẩm mới của Bảo tàng Quốc gia Ả Rập Xê Út.
Bảo tàng Không quân Hoàng gia Ả Rập Xê Út, hay Saqr Al-Jazira, nằm trên Đường Vành đai phía Đông của Riyadh giữa lối ra 10 và 11. Nơi đây có một bộ sưu tập các máy bay, phi cơ và các hiện vật liên quan đến hàng không từng được Không quân Hoàng gia và Saudia (Hãng hàng không Ả Rập Xê Út) sử dụng.

### Sự kiện và lễ hội

#### Jenadriyah
Jenadriyah là một lễ hội hàng năm đã được tổ chức ở Riyadh. Nó tổ chức một số sự kiện văn hóa và truyền thống, chẳng hạn như cuộc đua lạc đà, đọc thơ và những sự kiện khác.

#### Hội chợ sách quốc tế Riyadh
Đây là một trong những hội chợ sách lớn nhất trong khu vực MENA. Nó thường được tổ chức từ tháng 3 đến tháng 4 và có nhiều nhà xuất bản của Ả Rập Xê Út, các nước nói tiếng Ả Rập khác và quốc tế.

#### Riyadh Season
Trong khuôn khổ nỗ lực gần đây của Ả Rập Xê Út nhằm thúc đẩy du lịch trong nước, Riyadh Season được tổ chức như một phần của sáng kiến các mùa của Ả Rập Xê Út. Mùa giải diễn ra vào tháng 10 năm 2019 và kéo dài đến tháng 12 năm 2019. Nơi đây tổ chức một loạt các hoạt động thể thao, nhạc kịch, sân khấu, biểu diễn thời trang, xiếc và nhiều hoạt động giải trí khác.

## Thể thao
Bóng đá là môn thể thao phổ biến nhất tại Riyadh nói riêng và Ả Rập Xê Út nói chung. Thành phố có bốn câu lạc bộ bóng đá lớn, nổi tiếng nhất là Al Hilal, được thành lập vào năm 1957, đã giành được 15 chức vô địch tại giải VĐQG Ả Rập Xê Út. Al-Nassr - nơi ngôi sao danh tiếng Cristiano Ronaldo đang thi đấu, cũng là một câu lạc bộ tại giải đấu cao nhất của nước này, được thành lập vào năm 1955, và từng bảy lần vô địch quốc gia. Một câu lạc bộ nổi tiếng khác là Al-Shabab, được thành lập vào năm 1947 và từng 6 lần đăng quang. Câu lạc bộ Al-Riyadh được thành lập 1954, và ngoài ra còn có các câu lạc bộ nhỏ khác.
Thành phố cũng có một số sân vận động lớn như Sân vận động Quốc tế Nhà vua Fahd với sức chứa 70.000 chỗ ngồi, là một trong những sân nhà của đội tuyển bóng đá quốc gia Ả Rập Xê Út. Sân vận động từng đăng cai Cúp Liên đoàn các châu lục ba lần, vào các năm 1992, 1995 và 1997; sân cũng từng đăng cai Giải vô địch bóng đá U-20 thế giới năm 1989. Bên cạnh đó, sân vận động Hoàng tử Faisal bin Fahd (sân vận động Al-Malaz) hiện chủ yếu được sử dụng cho các trận đấu bóng đá, với sức chứa 22.500 chỗ ngồi. Một sân vận động bóng đá khác nằm ở phía tây thành phố là Mrsool Park, hiện là sân nhà của câu lạc bộ Al-Nassr, có sức chứa 25.000 chỗ ngồi.
Sân vận động trong nhà GPYW là nơi tổ chức giải vô địch bóng rổ châu Á vào năm 1997.
Vào ngày 29 tháng 2 năm 2020, cuộc đua ngựa thuần chủng đắt đỏ nhất thế giới sẽ diễn ra tại Trường đua King Abdulaziz ở Riyadh. Cúp Ả Rập Xê Út là một cuộc đua mới dành cho những con ngựa thuần chủng từ bốn tuổi trở lên, được chạy ở các hạng cân theo tuổi trên 1800m (9f). Giải thưởng là 20 triệu đô la Mỹ với phần thưởng là 10 đô la Mỹ cho người chiến thắng và tiền thưởng nằm ở vị trí thứ 10. Cúp Ả Rập Xê Út nằm ở vị trí hoàn hảo giữa Cúp Thế giới Pegasus và Cúp Thế giới Dubai để thu hút những chú ngựa giỏi nhất từ khắp nơi trên thế giới đến tranh giải thưởng phong phú nhất của bộ môn đua ngựa. Đưa Vương quốc Ả Rập Xê Út lên bản đồ đua ngựa quốc tế, Cúp Ả Rập Xê Út cũng sẽ tổ chức các cuộc đua ngựa quốc tế ở các cấp độ nghiệp dư và chuyên nghiệp trên cả sân đất nện và sân cỏ mới.
Vào ngày 26 tháng 4 năm 2020, Ả Rập Xê Út bước vào quá trình chạy đua đăng cai Đại hội thể thao châu Á năm 2030, đối thủ chính của thành phố cho chiến dịch đăng cai sự kiện này là Doha, Qatar. Vào ngày 16 tháng 12 năm 2020, có thông báo rằng Riyadh sẽ đăng cai Đại hội Thể thao châu Á 2034.

## Giao thông

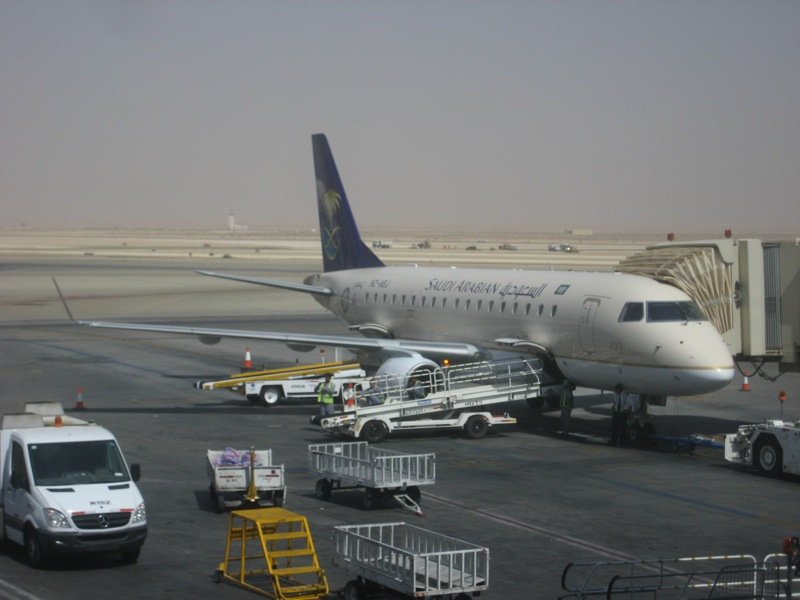
Sân bay Quốc tế Quốc vương Khalid tại Riyadh

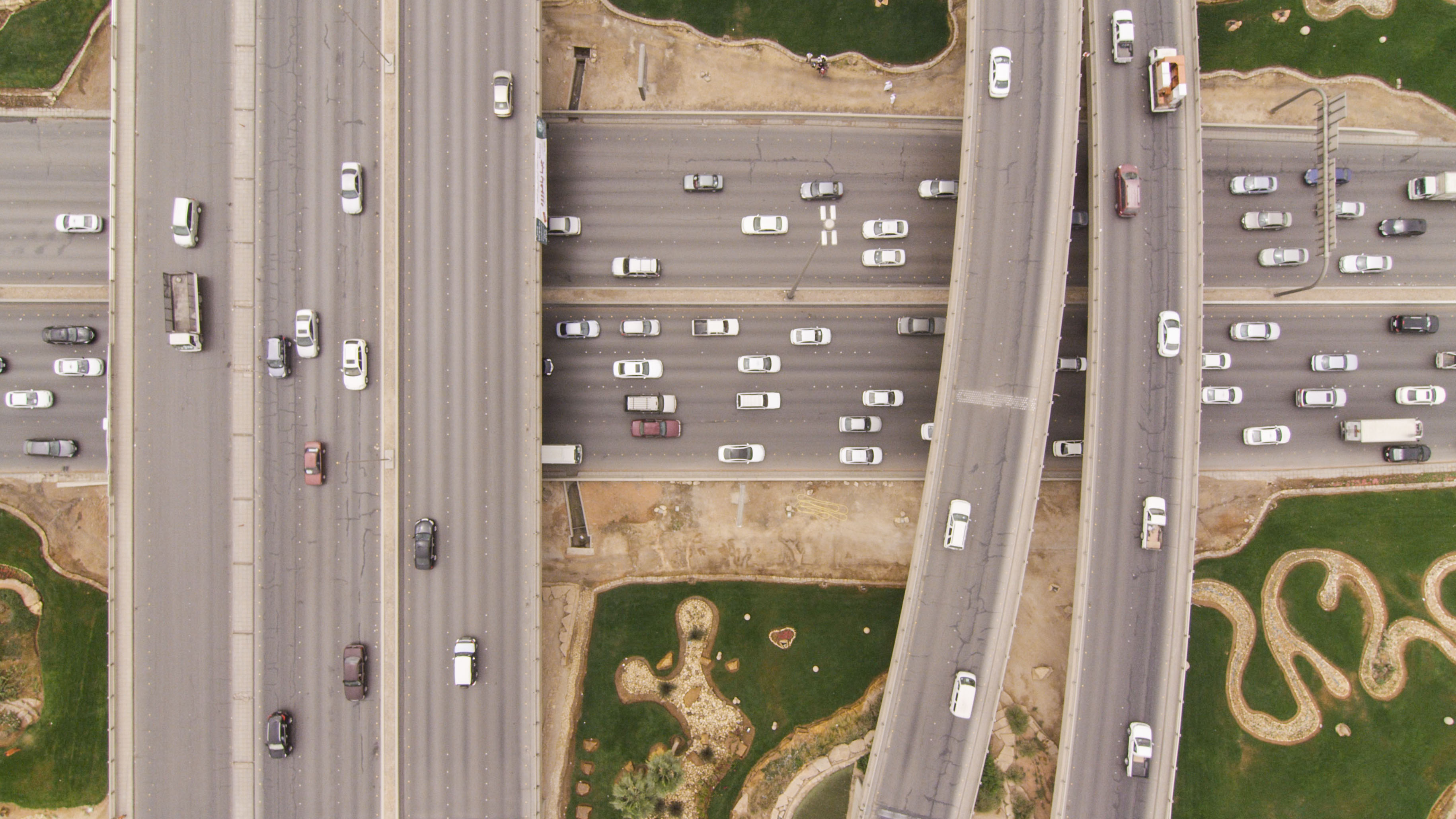
Xa lộ trên cao ở Riyadh

Sân bay quốc tế quốc vương Khalid (KKIA) nằm cách trung tâm thành phố 35 km về phía bắc, đây là sân bay chính của Riyadh và phục vụ hơn 17 triệu hành khách mỗi năm. Có kế hoạch mở rộng sân bay để phục vụ được 35 triệu hành khách, do sân bay được thiết kế xây dựng chỉ cho 12 triệu lượt hành khách mỗi năm. Khả năng về một sân bay mới được cân nhắc.
Thành phố có hệ thống đường cao tốc hiện đại, đường vành đai phía đông liên kết phía bắc và phía nam của thành phố, còn đường vành đai phía bắc liên kết phía đông và phía tây của thành phố. Đường Quốc vương Fahd chạy qua trung tâm thành phố từ bắc xuống nam, song song với đường vành đai phía đông. Đường Makkah chạy theo chiều đông-tây qua trung tâm thành phố, liên kết phần phía đông của thành phố với khu kinh doanh chính và khu ngoại giao.
Cơ quan Đường sắt Ả Rập Xê Út điều hành hai tuyến chở khách và chở hàng riêng biệt giữa Riyadh và Dammam, qua Hofuf và Haradh. Hai dự án đường sắt tương lai nối Riyadh với Jeddah và Mecca tại miền tây, và nối Riyadh với Buraidah, Ha'il và miền bắc Ả Rập Xê Út đang được thực hiện. Một hệ thống đường sắt đô thị cũng được phê chuẩn, với sáu tuyến được dự kiến khánh thành vào năm 2019.
Hệ thống đường sắt đô thị sẽ tích hợp với mạng lưới ba tuyến xe buýt nhanh (BRT) dài tổng cộng 85 km. Công ty xe buýt chính của vương quốc là Công ty Giao thông công cộng Ả Rập Xê Út (SAPTCO), cung cấp các chuyến đi trong vương quốc và đến các quốc gia lân cận như Ai Cập (qua phà từ Safaga hoặc Nuweiba) và các quốc gia vịnh Ba Tư.

## Truyền thông
Các kênh truyền hình quốc gia của Ả Rập Xê Út là Saudi TV1, Saudi TV2, Saudi TV Sports, Al-Ekhbariya, mạng lưới các kênh ART đều hoạt động từ Tháp Riyadh TV. Truyền hình chủ yếu phát bằng tiếng Ả Rập, song có một số chương trình phát thanh bằng tiếng Anh hoặc tiếng Pháp. Tiếng Ả Rập là ngôn ngữ chính dùng trong truyền hình và phát thanh, song cũng có chương trình bằng các ngôn ngữ khác như Urdu, Pháp và Anh. Riyadh có bốn tờ báo tiếng Ả Rập là Asharq Al-Awsat (thống đốc thành phố sở hữu), Al-Riyadh, Al-Jazeera và Al-Watan, hai báo tiếng Anh là Saudi Gazette và Arab News, và một báo tiếng Malayalam là Gulf Madhyamam.